# سه‌گانه ناگوار
سه‌گانه ناگوار (انگلیسی: Unhappy triad) با نام زانوی ترکیده و سه‌گانهٔ اوداناهیو هم شناخته می‌شود، آسیب همزمان رباط صلیبی پیشین، رباط طرفی داخلی و منیسک زانو است. تجزیه و تحلیل‌های پزشکی در طول دهه ۱۹۹۰ نشان داد که این سه‌گانه «کلاسیک» اوداناهیو در واقع یک واقعه بالینی غیرمعمول در میان ورزشکاران با آسیب زانو است. برخی از نویسندگان به اشتباه بر این باورند که در این نوع آسیب «اختلال ترکیبی رباط صلیبی پیشین و رباط طرفی داخلی (ACL+MCL) که در طول فعالیت‌های ورزشی ایجاد شده است» همیشه با آسیب منیسک داخلی همراه است. با این حال، تجزیه و تحلیل‌های سال ۱۹۹۰ نشان داد که پارگی «منیسک جانبی» بیشتر از پارگی منیسک داخلی همراه با رگ به رگ شدن یا آسیب به رباط صلیبی پیشین است. و در ورزشکاران شایع‌تر است.

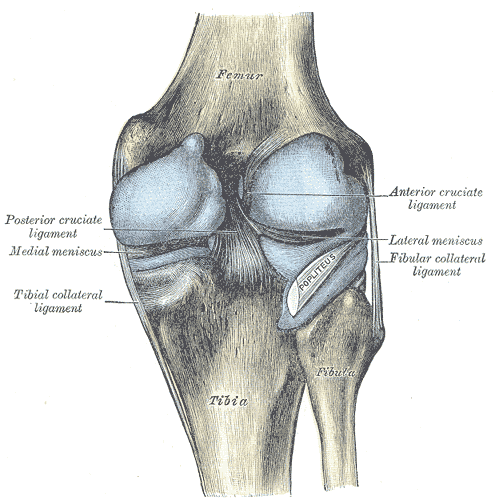
کپسول مفصل زانوی راست (متسع‌شده). نمای پشتی.

اجزای اسکلتی درگیر در سه‌گانه ناگوار عبارتند از: کشکک، استخوان ران، درشت‌نی. هیچ ماهیچه‌ای مستقیماً در این آسیب دخالت ندارد، و فقط رباط‌ها درگیرند. با این حال، تقویت عضلات خم کننده ران و عضلات بازکننده ران ممکن است به کاهش آسیب کمک کند. لازم به یادآوری است که رباط طرفی داخلی، رباط صلیبی پسین، رباط صلیبی پیشین و رباط طرفی خارجی چهار رباط اصلی زانو هستند. رباط‌های جانبی داخلی و خارجی عمدتاً از انحراف استخوان‌ها به طرفین (نیروهای جانبی) جلوگیری و حفاظت می‌کنند، در حالی که رباط‌های صلیبی قدامی و خلفی از انتقال قدامی و خلفی درشت‌نی روی استخوان ران جلوگیری می‌کنند.

## علائم
- درد در زانوی آسیب‌دیده
- سفتی و تورم در زانوی آسیب‌دیده
- گیرافتادگی یا قفل شدن در زانوی آسیب‌دیده
- بی‌ثباتی زانو با حرکات پیچشی یا پهلو به پهلو (احساس بیرون آمدن یا «خالی کردن» زانو)
- ناتوانی در حرکت دادن زانو در تمام دامنه حرکتی آن